# Karima Dhaouadi
Pour les articles homonymes, voir Dhaouadi.
Karima Dhaouadi est une judokate tunisienne.

## Carrière
Karima Dhaouadi est médaillée d'argent dans la catégorie des moins de 52 kg aux championnats d'Afrique 1998 se déroulant à Dakar. Elle est ensuite médaillée de bronze dans la catégorie des moins de 57 kg aux Jeux africains de 1999 à Johannesbourg, aux championnats d'Afrique 2000 à Alger et aux championnats d'Afrique 2001 à Tripoli.
Elle obtient la médaille d'argent dans la catégorie des moins de 57 kg aux Jeux méditerranéens de 2001 à Tunis et aux championnats d'Afrique 2002 au Caire ; lors de cette dernière compétition, elle est également sacrée championne d'Afrique par équipe dames.